# Dallas: A Ewingok háborúja
A Dallas: A Ewingok háborúja (eredeti cím:  Dallas: War of the Ewings) 1998-ban bemutatott amerikai tévéfilm, az 1991-ben befejezett Dallas és az 1996-os Dallas: Jockey visszatér folytatása. A filmet Michael Preece rendezte, a forgatókönyvet Arthur Bernard Lewis és Julie Sayres írta. A történet a Jockey visszatér után játszódik, amikor a családi olajvállalatot ismét birtokló Bobby és Samantha összetűzésbe kerül a céget továbbra is magának akaró Jockeyval. A sorozat számos színésze visszatért a filmbe, többek közt George Kennedy, Tracy Scoggins, Patrick Duffy, Linda Gray és Larry Hagman.
A filmet Amerikai Egyesült Államokban a CBS adta le 1998. április 24-én. Magyarországon az InterCom adta ki VHS-en, majd a Filmmúzeum adta le először televízióban.

## Cselekmény
A történet Jockey visszatér után veszi fel a fonalat. A Ewing Oil vállalat visszakerúlt Bobby és Samantha tulajdonába, bár a cég ügyeit inkább a nő intézi, Bobby pedig Southforkkal foglalkozik. Jockey bár megszerezte riválisától a WestStar olajvállalatot, azonban továbbra is fáj a foga a családi cégre. Így hát Jockey legális és nem éppen legális cselszövésekhez folyamodik, hogy visszaszerezze magának a vállalatot, többek közt pénzt akar csinálni Ray Krebbs farmjából, amin olajat találtak. Eközben a saját élete is veszélybe kerül, ugyanis valaki kétszer is merényletet próbál elkövetni ellene.

## Szereplők
| Szereplő                                     | Színész           | Magyar hang          |
| -------------------------------------------- | ----------------- | -------------------- |
| John Ross II. 'J.R.' "Jockey" Ewing          | Larry Hagman      | Kránitz Lajos        |
| Robert "Bobby" Ewing                         | Patrick Duffy     | Csankó Zoltán        |
| Raymond "Ray" Krebbs Ewing                   | Steve Kanaly      | Melis Gábor          |
| Anita Smithfield                             | Tracy Scoggins    | Fazekas Zsuzsa       |
| Julia Cunningham                             | Rosalind Allen    | Fazekas Zsuzsa       |
| Jennifer Jantzen                             | Michelle Johnson  | Götz Anna            |
| Peter Ellington                              | Philip Anglim     | Mihályi Győző        |
| Sue Ellen "Samantha" Shephard Ewing Lockwood | Linda Gray        | Szerencsi Éva        |
| John Savory                                  | Sean Hennigan     | Rosta Sándor         |
| Carter McKay                                 | George Kennedy    | Csurka László        |
| Amanda, Jockey titkárnője                    | Amanda Welles     | Zakariás Éva         |
| Rattigan                                     | John William Hoge | Csík Csaba Krisztián |
| Sheriff                                      | Brad Leland       | Kardos Gábor         |